# والیبال قهرمانی زیر ۱۹ سال پسران جهان
والیبال قهرمانی زیر ۱۹ سال پسران جهان مسابقات والیبال بین‌المللی تیم‌های ملی نوجوانان جهان است. اولین دوره این رقابت‌ها در دبی، امارات متحده عربی در سال ۱۹۸۹ برگزار شد.
| سال         | میزبان                            | دیدار پایانی | دیدار پایانی | دیدار پایانی         | رده‌بندی     | رده‌بندی | رده‌بندی               |
| سال         | میزبان                            | قهرمان       | نتیجه        | دوم                  | سوم         | نتیجه   | چهارم                 |
| ----------- | --------------------------------- | ------------ | ------------ | -------------------- | ----------- | ------- | --------------------- |
| ۱۹۸۹ جزئیات | دوبی                              | · برزیل      | ۳–۱          | · اتحاد جماهیر شوروی | · بلغارستان | ۳–۰     | · ایران               |
| ۱۹۹۱ جزئیات | پورتو                             | · برزیل      | ۳–۱          | · اتحاد جماهیر شوروی | · کرهٔ جنوبی | ۳–۱     | · چکسلواکی            |
| ۱۹۹۳ جزئیات | استانبول                          | · برزیل      | ۳–۰          | · ژاپن               | · کرهٔ جنوبی | -       | · پرتغال              |
| ۱۹۹۵ جزئیات | سان خوآن                          | · برزیل      | ۳–۰          | · ایتالیا            | · ژاپن      | ۳–۰     | · پورتوریکو           |
| ۱۹۹۷ جزئیات | تهران                             | · ایتالیا    | ۳–۰          | · یونان              | · ژاپن      | ۳–۲     | · لهستان              |
| ۱۹۹۹ جزئیات | ریاض                              | · روسیه      | ۳–۱          | · ونزوئلا            | · لهستان    | ۳–۲     | · عربستان سعودی       |
| ۲۰۰۱ جزئیات | قاهره                             | · برزیل      | ۳–۰          | · ایران              | · روسیه     | ۳–۰     | · مصر                 |
| ۲۰۰۳ جزئیات | سوپان بوری                        | · برزیل      | ۳–۰          | · هند                | · ایران     | ۳–۱     | · چک                  |
| ۲۰۰۵ جزئیات | الجزیره / وهران، الجزایر          | · روسیه      | ۳–۲          | · برزیل              | · ایتالیا   | ۳–۱     | · آرژانتین            |
| ۲۰۰۷ جزئیات | تیخوانا / مخیکالی، باخا کالیفرنیا | · ایران      | ۳–۲          | · چین                | · فرانسه    | ۳–۱     | · آرژانتین            |
| ۲۰۰۹ جزئیات | یسولو / باسانو دل گراپا           | · صربستان    | ۳–۲          | · ایران              | · آرژانتین  | ۳–۰     | · روسیه               |
| ۲۰۱۱ جزئیات | باییا بلانکا / بورساکو            | · صربستان    | ۳–۲          | · اسپانیا            | · کوبا      | ۳–۰     | · فرانسه              |
| ۲۰۱۳ جزئیات | تیخوانا / مخیکالی، باخا کالیفرنیا | · روسیه      | ۳–۱          | · چین                | · لهستان    | ۳–۱     | · ایران               |
| ۲۰۱۵ جزئیات | رزیستنسیا / کورینتس               | · لهستان     | ۳–۲          | · آرژانتین           | · ایران     | ۳–۱     | · روسیه               |
| ۲۰۱۷ جزئیات | بحرین / منامه                     | · ایران      | ۳–۱          | · روسیه              | · ژاپن      | ۳–۰     | · کرهٔ جنوبی           |
| ۲۰۱۹ جزئیات | تونس / رادس                       | · ایتالیا    | ۳–۱          | · روسیه              | · آرژانتین  | ۳–۱     | · مصر                 |
| ۲۰۲۱ جزئیات | ایران / تهران                     | · لهستان     | ۳–۰          | · بلغارستان          | · ایران     | ۳–۲     | · روسیه               |
| ۲۰۲۳ جزئیات | آرژانتین / سان خوآن               | · فرانسه     | ۳–۱          | · ایران              | · کرهٔ جنوبی | ۳–۱     | · ایالات متحده آمریکا |

## جدول مدال‌ها
| رتبه  | کشورها    | طلا | نقره | برنز | مجموع |
| ۱     | برزیل     | ۶   | ۱    | ۰    | ۷     |
| ۲     | روسیه     | ۳   | ۲    | ۱    | ۶     |
| ۳     | ایران     | ۲   | ۳    | ۳    | ۸     |
| ۴     | لهستان    | ۲   | ۰    | ۲    | ۴     |
| ۵     | صربستان   | ۲   | ۰    | ۰    | ۲     |
| ۶     | ایتالیا   | ۲   | ۱    | ۲    | ۵     |
| ۷     | فرانسه    | ۱   | ۰    | ۱    | ۲     |
| ۸     | چین       | ۰   | ۲    | ۰    | ۲     |
| ۹     | ژاپن      | ۰   | ۱    | ۳    | ۴     |
| ۱۰    | آرژانتین  | ۰   | ۱    | ۲    | ۳     |
| ۱۱    | بلغارستان | ۰   | ۱    | ۱    | ۲     |
| ۱۱    | هند       | ۰   | ۱    | ۰    | ۱     |
| ۱۱    | اسپانیا   | ۰   | ۱    | ۰    | ۱     |
| ۱۱    | ونزوئلا   | ۰   | ۱    | ۰    | ۱     |
| ۱۱    | یونان     | ۰   | ۱    | ۰    | ۱     |
| ۱۶    | کرهٔ جنوبی | ۰   | ۰    | ۳    | ۳     |
| ۱۷    | کوبا      | ۰   | ۰    | ۱    | ۱     |
| مجموع | مجموع     | ۱۶  | ۱۶   | ۱۶   | ۴۸    |